# Vilayet di Salonicco
Il vilayet di Salonicco (in turco: Vilâyet-i Salonica), fu un vilayet dell'Impero ottomano, nell'area delle attuali Grecia, Macedonia del Nord e Bulgaria.

## Storia
Il vilayet era circondato dal principato (poi regno) di Bulgaria a nord, ad est confinava con la Rumelia orientale (dopo il trattato di Berlino), con il vilayet di Adrianopoli ad est, col mar Egeo a sud, col vilayet di Monastir e col sangiaccato di Serfije a ovest (dopo il 1881), e col vilayet del Kosovo a nord-ovest.
Lo stato venne dissolto dopo le guerre balcaniche e venne diviso tra Regno di Grecia, Regno di Serbia e Regno di Bulgaria nel 1913.

## Geografia antropica

### Suddivisioni amministrative
I sangiaccati del vilayet di Salonicco nel XIX secolo erano:
1. sangiaccato di Selanik
2. sangiaccato di Siroz
3. sangiaccato di Drama
4. sangiaccato di Taşoz (Inizialmente faceva parte del sangiaccato di Drama, il suo capoluogo era Vulgaro)

## Governatori
- Mehmet Akif Pasha (Giugno 1867 - Febbraio 1869)
- Mehmed Sabri Pasha (Febbraio 1869 - Settembre 1871)
- Kekimbashi Ismail Pasha (Settembre 1871 - Maggio 1872)
- Hursid Pascià (Maggio 1872 - Agosto 1872)
- Kücük Ömer Fevzi Pasha (Prima volta) (Agosto 1872 - Maggio 1873)
- Mehmet Akif Pasha (Terza volta) (Maggio 1873 - Settembre 1873)
- Ahmed Midhat Sefik Pasha (Ottobre 1873 - Febbraio 1874)
- Kücük Ömer Fevzi Pasha (Seconda volta) (Febbraio 1874 - Settembre 1875)
- Baytar Mehmed Refet Pasha (Dicembre 1875 - Giugno 1876)
- Mustafa Esref Pasha (Giugno 1876 - April 1877)
- Cerkez Nusret Pasha (Giugno 1877 - Dicembre 1877)
- Ibrahim Halil Pasha (Dicembre 1877 - Luglio 1878)
- Halil Rifat Pascià (Luglio 1878 - Marzo 1880)
- Abidin Pasha (Marzo 1880 - Giugno 1880)
- Lofçali Ibrahim Dervish Pasha (Agosto 1880 - Gennaio 1882)
- Ismail Hakki Pasha (Marzo 1882 - Settembre 1885)
- Hasan Hakki Pasha (Settembre 1885 - Agosto 1886)
- Abdullah Galib Pasha (Agosto 1886 - Agosto 1891)
- Mustafa Zihni Pasha (Ottobre 1891 - Novembre 1895)
- Hasan Fehmi Pasha (Prima volta) (1895)
- Ramazanoglu Hüseyin Riza Pasha ( Gennaio 1896 -  Gennaio 1899)
- Haci Hasan Refik Pasha ( Gennaio 1899 - Maggio 1901)
- Biren Mahmud Tevfik Beg (Maggio 1901 - Maggio 1902)
- Hasan Fehmi Pasha (Seconda volta) (Maggio 1902 - Settembre 1904)
- Mehmed Sherif Ra'uf Pasha (Settembre 1904 - Agosto 1908)
- Ali Danis Beg (Agosto 1908 - Settembre 1909)
- Pirizade Ibrahim Hayrullah Bey (Settembre 1909 -  Gennaio 1912)
- Kadri Huseyin Kazim Bey ( Gennaio 1912 -  8 Agosto 1912)
- Ali Ferid Pasha (Agosto 1912 - Settembre 1912)